# 高成國
高成國（1958年—）是大韓民國大邱市出生的政治學家。

## 主要作品
- 高成國, 고성국의 정치IN, 미지애드컴（2011年6月11日）, ISBN 9788995771440
- 高成國, 10대와 만나는 정치와 민주주의, 철수와영희（2011年5月5日）, ISBN 9788993463132
- 高成國, 張夏准, 불량사회와 그 적들, 기파랑（2011年4月25日）, ISBN 9788996517122
- 高成國, 10대와 통하는 정치학, 철수와영희（2007年12月19日）, ISBN 9788995833858

## 外部連結
-  Naver People （页面存档备份，存于）